# Doju
Doju (도주 hanja: 道主) is Koreaans voor 'bewaarder van de weg' en wordt gebruikt als titel voor de leiders van organisaties van Koreaanse vechtkunsten.
De stamvorm is doju. Het suffix -nim is om een bepaalde mate van respect te tonen. Wanneer je iemand aanspreekt die doju is, zul je dus de term dojunim (도주님) gebruiken. Terwijl deze persoon zichzelf aan zal duiden als doju (je gebruikt het suffix -nim nooit als je het over jezelf hebt).

## Dojunims
- Choi Yong-sul
- Myung Sung-kwang
- Kimm Hee-Young